# مجموعة بلانيتا
مجموعة بلانيتا (بالإسبانية: Grupo Planeta)‏ هي مجموعة إسبانية مُتعددة الجنسيات من رأس مال عائلي. تُقدم خدمات مُتوسعة في مجال الثقافة عبر نشر الكتب والمعلومات والتعليم العالي والترفيه السمعي البصري. تعود أصولها إلى دار نشر بلانيتا، التي تأسست في برشلونة عام 1949، والتي تُمثل الريادة في هذه المجموعة مع أكثر من 70 بصمة تجارية، جنبًا إلى جنب مع مجموعة الشركة القابضة دي أغوستيني، مُساهم مرجعي في أتريسميديا. بدايةً من 1952، تمنح المجموعة جائزة بلانيتا في الآداب والتي تبلغ قيمتها مليون يورو. ومنذ 11 أكتوبر 2017، أُعلنت عن نقل مقرها إلى مدريد جراء عملية استقلال كتالونيا 2012-2021.